# 亞歷山大禮
亞歷山大禮（英語：Alexandrian Rite），正式名稱為聖馬可禮拜儀式或聖馬爾谷禮拜儀式（the Liturgy of Saint Mark）。在傳統上，聖馬可被視為是的第一位亞歷山大牧首（宗主教）。

## 簡介
亞歷山大禮的禮儀元素包含：該撒利亞主教的巴西流禮、亞歷山大宗主教的聖濟利祿禮和4世紀教會教父的聖國瑞納祥。聖濟利祿禮是一個使用科普特語言版本，而聖馬可禮是在希臘的。禮儀是分為兩個禮拜儀式：科普特禮拜儀式和Ge'ez禮拜儀式。

## 現在
此禮儀現在主要使用在東儀天主教會的科普特禮天主教會、衣索比亞禮天主教會、厄利垂亞禮天主教會、亞歷山大科普特正教會、衣索比亞正教會和厄利垂亞正教會。

## 外部連結
- Liturgy of Saint Mark in English （页面存档备份，存于）
- Eastern Rites: A family tree （页面存档备份，存于）
- Catholic Encyclopedia （页面存档备份，存于）